# Jeffersons mullvadssalamander
Jeffersons mullvadssalamander (Ambystoma jeffersonianum) är ett stjärtgroddjur i familjen mullvadssalamandrar som finns i östra USA och Kanada.

## Utseende
Jeffersons mullvadssalamander är grå, brungrå eller mörkbrun på ovansidan, och har ibland, speciellt hos yngre individer, ljusblå prickar längs svans och sidor (och mera sällan ryggen). Buken är ljus, ibland silverfärgad. Salamandern är slank och har en längd mellan 10,5 och 21 cm, honan i regel längre än hanen. Under parningstiden är hanens kloak svullen. Larverna är gulgrå med mörka fläckar på ryggen. När de blir äldre mörknar den gulgrå färgen, och sidorna kan få gula fläckar. Buken är enfärgat ljus.

## Utbredning
Arten finns i nordöstra USA och sydöstligaste Kanada från Nova Scotia och södra Québec till Kentucky och norra Virginia.

## Vanor
Jeffersons mullvadssalamander lever i orörd lövskog, speciellt fuktig, men väldränerad sådan. Närhet till vattensamlingar för lek och larvutveckling är ett krav. Den gömmer sig gärna under murkna trädgrenar, i lövförna, övergivna smågnagarbon och liknande. Vinterdvalan tillbringas i nerfallna, murkna trädstammar eller under jorden. Arten är inte speciellt långlivad; 82 till 90% av djuren dör innan de uppnår 3 års ålder.

### Föda
Salamandern livnär sig på olika ryggradslösa djur, som skalbaggar, mångfotingar, maskar och sniglar. Larverna tar diverse ryggradslösa, vattenlevande djur, och kan också äta andra groddjurslarver. De vuxna salamandrarna utgör själva föda åt bland annat tvättbjörnar, skunkar och ormar.

### Fortplantning
Arten leker tidigt; i södra delen av dess utbredningsområde (södra Indiana, Kentucky) så tidigt som december till januari. Längre norrut kan de vänta till mars. De vandrar från övervintringsställena till våtmarker med temporära eller, mera sällan permanenta, fiskfria vattensamlingar. På sedvanligt sätt bland salamandrar avsätter hanen en spermatofor som honan tar upp med sin kloak. Honan lägger mellan 180 och 210 ägg i form av mindre geleklumpar som fastnar på stammar av vattenväxter och liknande föremål. De kläcks efter mindre än en månad, och larverna förvandlas efter 2 till 3 månader.

## Status
Jeffersons mullvadssalamander betraktas som livskraftig ("LC") och populationen är stabil. Dock betraktas förlust av lekvatten till följd av bebyggnad som ett hot, habitatförlust till följd av skogsavverkning som ett annat.